# بتشول أسود
بتشول أسود (الاسم العلمي:Pogostemon nigrescens) هو نوع من النباتات يتبع جنس البتشول من الفصيلة الشفوية.